# Adalberto Orsatti
Adalberto Orsatti (Chieti, 15 marzo 1937 – Padova, 22 gennaio 2006) è stato un matematico italiano.

## Biografia
Figlio di un militare di carriera studiò alla "Nunziatella" per trasferirsi poi e laurearsi all'Università di Padova nel 1960 e fu allievo del prof. Ugo Morin. Lavora per un anno all'Olivetti per iniziare, sempre a Padova, nel 1963, la carriera universitaria come assistente.
È stato professore di algebra nell'Università di Perugia,  nell'Università di Ferrara e, dal 1975, nell'Università di Padova.
È considerato il fondatore della ricerca in Italia sui gruppi abeliani.
Nei primi anni settanta, studiò gli anelli di funzioni continue, in collaborazione con il collega prof. Giuseppe De Marco  pubblicando tre articoli (10°, 12° e 13° nell'elenco sottocitato).
Dal 1972 si dedicò poi alla teoria degli anelli non commutativi e dei loro moduli, ottenendo risultati che sono riconosciuti come contributo fondamentale alla teoria dei moduli.
Organizzò anche molti Convegni internazionali (iNDaM e CiRM) ma nel 1995 fu costretto, per una grave malattia, a lasciare l'insegnamento e la ricerca scientifica.
Per il 60º compleanno gli fu dedicata una Conferenza sull'Algebra (Padova, giugno 1997) e il testo (con gli Atti relativi) Gruppi abeliani, moduli e topologia  con la foto di gruppo (p. viii) e l'elenco dei libri e degli articoli pubblicati da Adalberto Orsatti (pp. 31–33). I contributi di Orsatti alla Matematica, in particolare all'Agebra, sono illustrati nella Prefazione (p. iii), dal prof. Luigi Salce per la Teoria dei Gruppi Abeliani (p. 3), dalla prof.ssa Claudia Menini per la Teoria dei Moduli (p. 9) e dal prof. Dikran Dikranjan per l'Algebra Topologica (p. 19).
Il rito accademico funebre fu tenuto mercoledì 25 gennaio 2006 alle ore 11 presso il cortile antico del palazzo del Bo dell'Università di Padova e riposa nel cimitero di Schio.

## Opere principali e articoli
- Adalberto Orsatti et al., Introduzione ai gruppi abeliani astratti e topologici, Bologna, Pitagora, 1979.
- Adalberto Orsatti, Una introduzione alla teoria dei moduli, Ariccia, Aracne, 1995, ISBN 88-7999-130-2.
- 35 articoli, dal 1962 al 1995, su riviste italiane e straniere[7]

## OPAC SBN
Ricerca delle opere di Adalberto Orsatti e in quali biblioteche sono disponibili.